# Tafjord
Tafjord är en mindre ort i Fjords kommun i landskapet Sunnmøre i södra Møre og Romsdal fylke i västra Norge. Orten hade 160 invånare 2004. Tafjord lägger längst inne i Tafjorden, en fjordarm av Storfjorden, och utsattes 1934 för en katastrof, Tafjordolyckan, när 40 människor omkom i en flodvåg efter ett fjällskred.
Tidigare har orten tillhört dåvarande Norddals kommun.

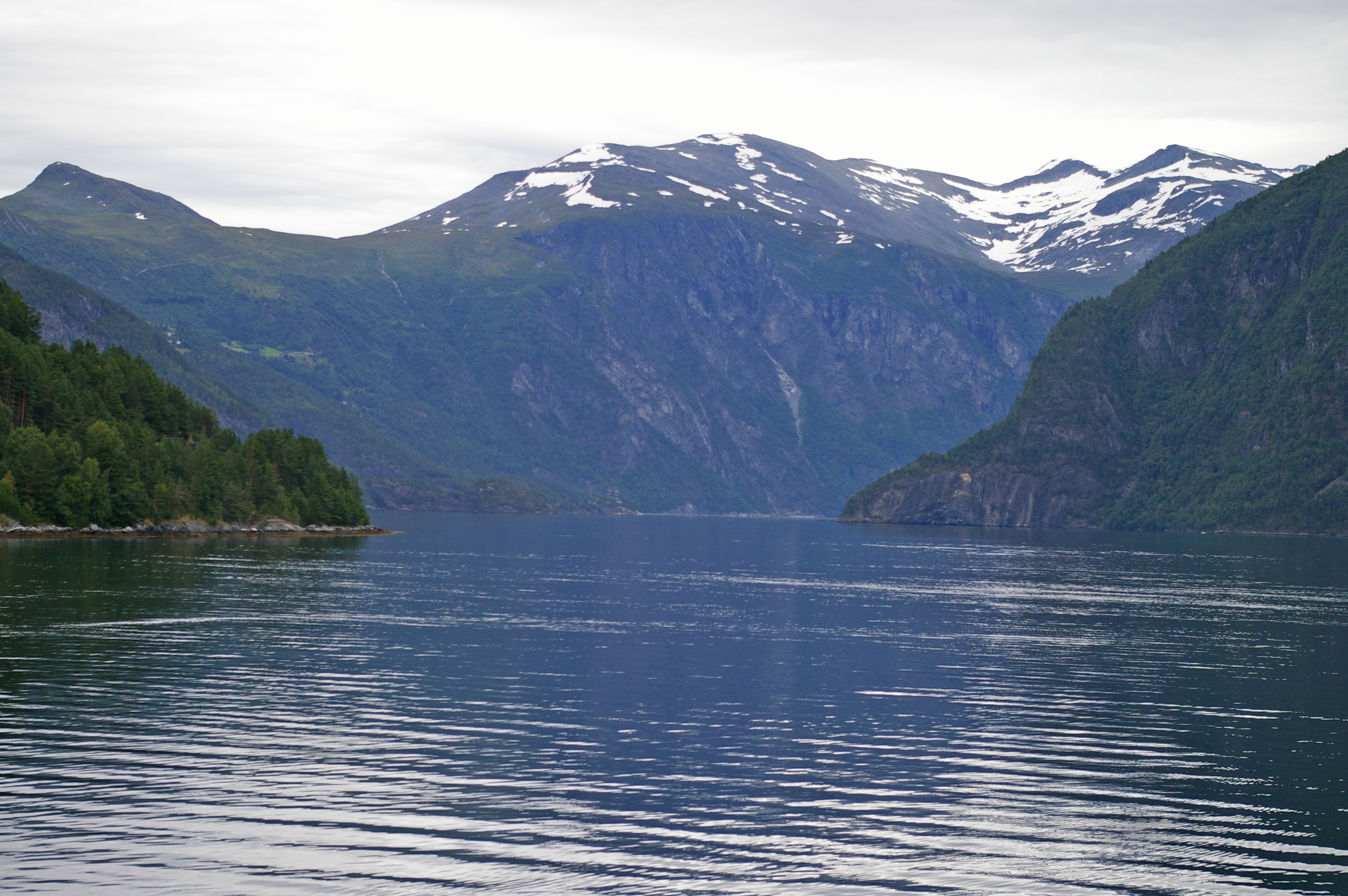
Tafjord sedd från Norddalsfjorden.